# Ком'яков Владислав Валерійович
Владисла́в Вале́рійович Ком'яко́в — старший солдат окремого загону спеціального призначення НГУ «Азов» Національної гвардії України, учасник російсько-української війни, що загинув у ході російського вторгнення в Україну в 2022 році.

## Життєпис
Владислав Ком'яков народився 1994 року в селі Соболівка Липовецького району (з 2020 року — Турбівської селищної громади) Вінницького району Вінницької області. Після закінчення загальноосвітньої школи був призваний до лав ЗСУ. Військову службу весь цей час проходив у складі окремого загону спеціального призначення НГУ «Азов» Національної гвардії України. З початком російського вторгнення в Україну перебував на передовій. Внаслідок мінометного обстрілу поблизу Донецька зазнав поранення, несумісного з життям, та пізніше помер. Про його загибель 10 квітня 2022 року повідомив Турбівський селищний голова Ігор Соць.

## Нагороди
- Орден «За мужність» III ступеня (2022, посмертно) — за особисту мужність і самовіддані дії, виявлені у захисті державного суверенітету та територіальної цілісності України, вірність військовій присязі [3].

## Вшанування

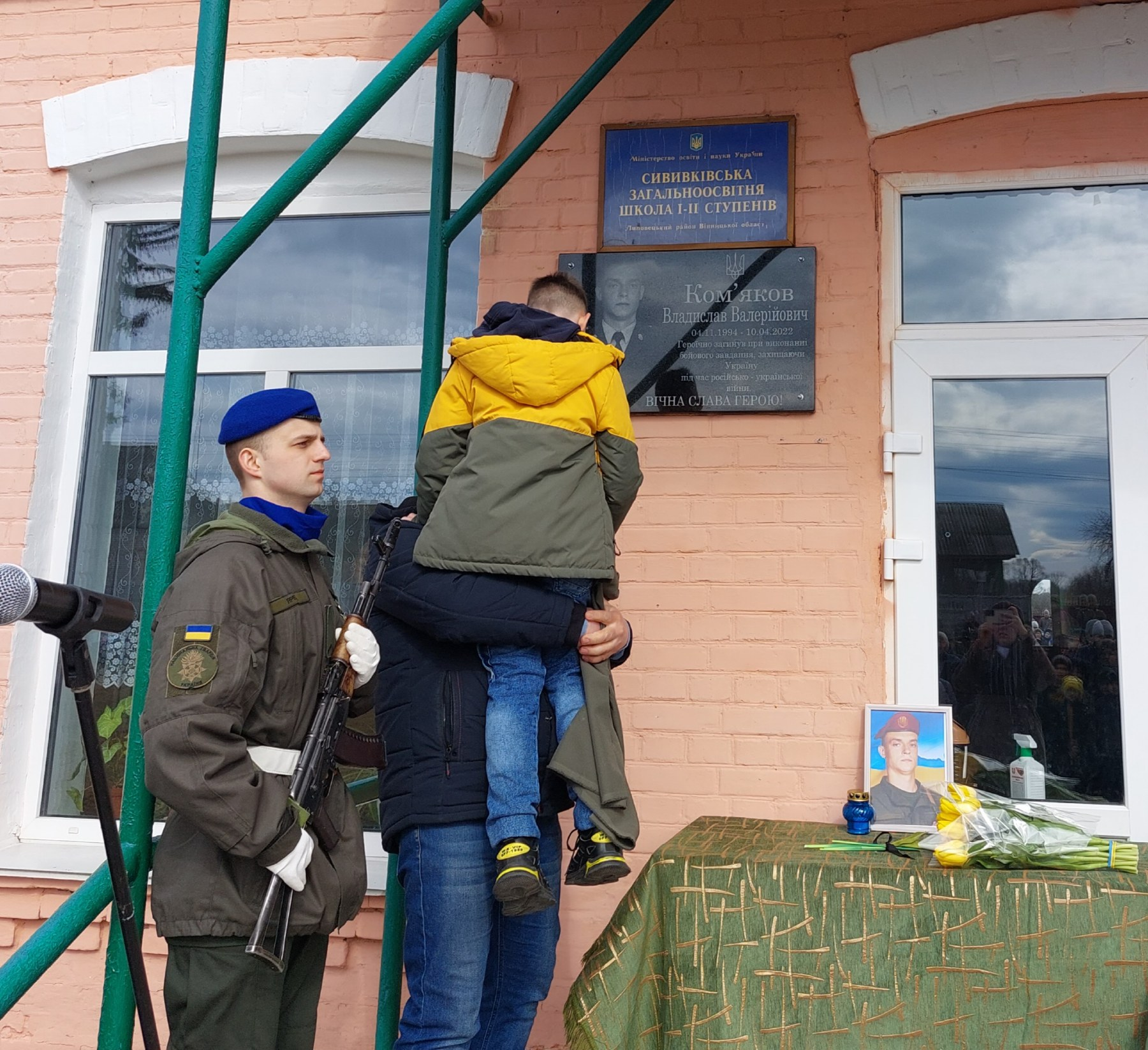
Син Владислава Ком'якова відкриває меморіальну дошку

9 березня 2023 у селі Сиваківці на будівлі школи, де навчався Владислав Ком'яков, відкрито меморіальну дошку.